# 六分儀 (天体観測)

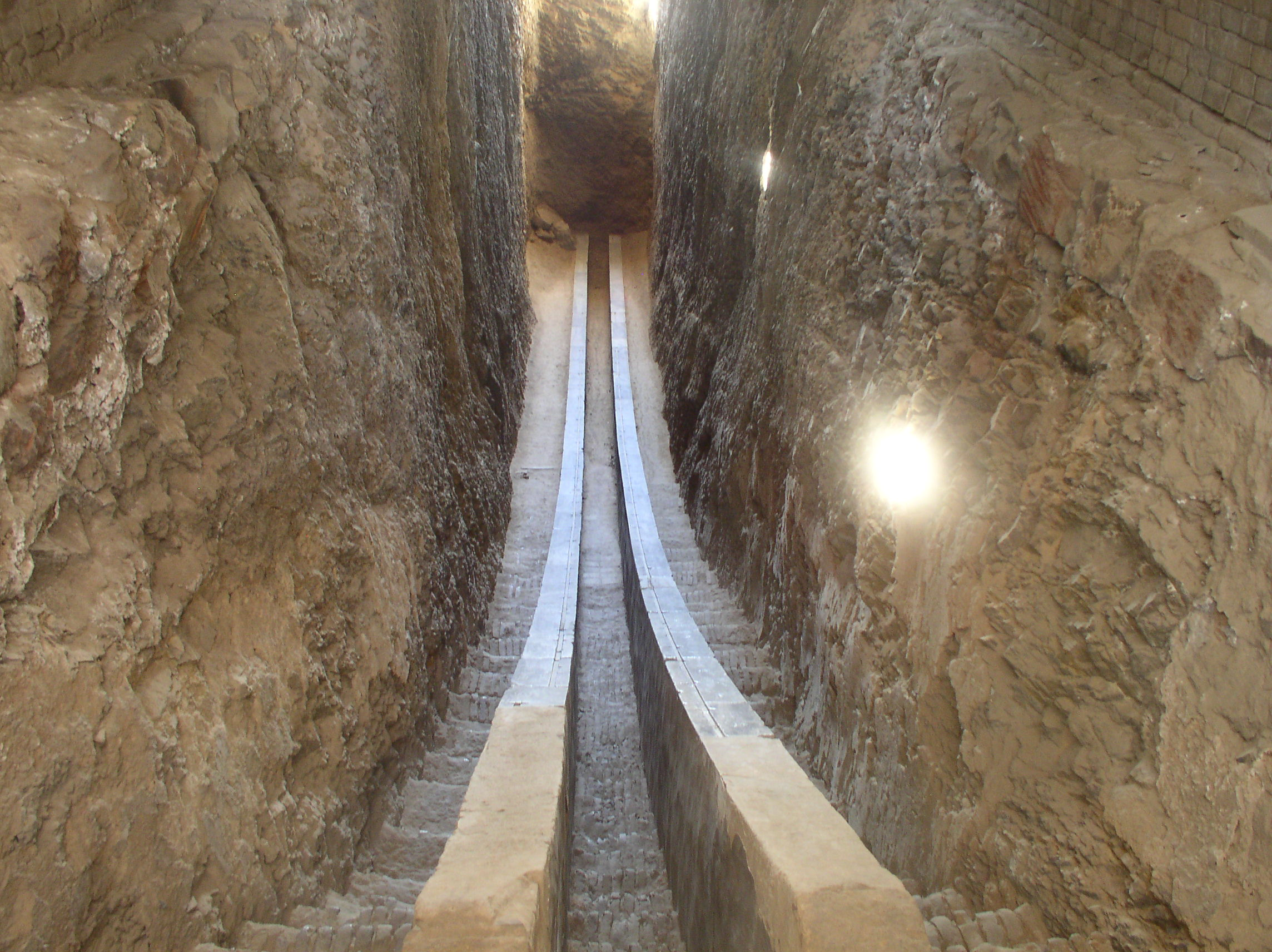
ウルグベク天文台跡で往時の六分儀が復元されている。

六分儀（ろくぶんぎ、英語: Sextant）はもともと天体観測に使われ、後に小型の六分儀が船舶の天測航法用に使用されたが、もともとは建物に埋め込まれるなど大型のものであった。
15世紀のチムール帝国時代に現在のウズベキスタン共和国のサマルカンドに建設されたウルグベク天文台のものがつとに有名である。